# Коста-Гандини (Мантова)
Коста-Гандини је насеље у Италији у округу Мантова, региону Ломбардија.
Према процени из 2011. у насељу је живело 61 становника. Насеље се налази на надморској висини од 10 м.